# Электрическое фортепиано
Электрическое фортепиано — электромеханический музыкальный инструмент.
Электрические фортепиано создают звук механически, после чего звуки преобразуются в электрические сигналы с помощью звукоснимателя. В отличие от цифрового фортепиано, электрическое является не электронным инструментом, а электромеханическим. Первые электрические фортепиано были изобретены в конце 1920-х годов. Одним из первых был электрический рояль Нео-Бехштейн 1929 года выпуска. Самой ранней моделью без струн, вероятно, был Vivi-Tone Clavier Ллойда Лоара. 
Многие типы таких инструментов были изначально созданы как более дешёвая и портативная замена обычному фортепиано, они предназначались для обучения, включая музыкальные школы, для развлечения раненых в военных госпиталях (как первые фортепиано Гарольда Родеса, например), для гастролей в местах, где нет обычного фортепиано.
Популярность электрических фортепиано стала расти в конце 1950-х годов, достигнув пика в 1970-х. Их распространение во многом было связано с нараставшей популярностью «электрического» звучания в музыке.
В 1980-х электрические фортепиано стали вытесняться электронными, которые могли воспроизводить звуки фортепиано, не используя движущихся частей со свойственными им недостатками. В настоящее время цифровые электронные сценические фортепиано вытеснили большинство оригинальных электромеханических инструментов, благодаря размерам, весу и универсальности. Тем не менее в 2009 году фирма Rhodes Music Corporation начала производство новой линии электромеханических фортепиано, известных как Rhodes Mark 7.

## Способы формирования звука
Способы формирования звука отличаются от модели к модели:

### Удар по струне
Электрические фортепиано Yamaha, Baldwin, Helpinstill и Kawai фактически настоящие рояли и пианино со струнами и молоточками. Модели Helpinstill также имеют деку. Остальные модели её не имеют и больше напоминают электрогитару со сплошным корпусом. У моделей Yamaha, Baldwin и Kawai вибрация струн преобразуется в электрический сигнал с помощью пьезоэлектрических звукоснимателей, установленных под штегами. Инструменты Helpinstill используют набор электромагнитных звукоснимателей, присоединённых к раме. Все перечисленные инструменты имеют тембр, близкий к тембру акустического фортепиано.

### Удар по язычку
Электрические пианино Wurlitzer использовали плоские стальные язычки, по которым ударяли фетровые молоточки. Язычки входили в прорези в металлической пластине в форме гребёнки и вместе с ней образовывали электростатический (ёмкостный) звукосниматель, к которому прикладывалось постоянное напряжение 170 вольт. Такая конструкция создавала уникальный тембр — приятный, напоминающий вибрафон при спокойной игре, и доходящий до дребезжащего резонанса при более экспрессивной игре. Настройка язычков производилась увеличением или уменьшением массы куска припоя на свободном конце язычка. На запасные язычки был нанесен избыток припоя, поэтому они издавали более низкий звук. Пользователь инструмента должен был, путём проб и ошибок, спиливать излишек припоя до достижения правильной настройки. Японский инструмент «Columbia Elepian» использовал аналогичную Wurlitzer систему язычков, но имел электромагнитные звукосниматели, как у Родес-пиано.

### Удар по камертону
Под камертоном здесь понимается ударяемый элемент в форме вилки с двумя вибрирующими частями — физически он мало похож на обычный камертон. В инструментах Фендер-Родес удар производится по нижней части вилки, изготовленной из упругой стальной проволоки и называемой «иглой». Другая часть вилки, параллельная и прилегающая к игле — тонбар, жёсткая стальная планка, работающая как резонатор и увеличивающая длительность звучания ноты. К игле прикреплена пружина, которую можно перемещать вдоль иглы для изменения высоты тона и точной настройки. По игле ударяет молоточек с неопреновым (изначально фетровым) наконечником, приводимый в движение значительно упрощённой фортепианной механикой (каждая клавиша имеет всего три движущихся части, включая демпфер). Каждая игла имеет электромагнитный звукосниматель, размещённый перед свободным концом. Родес-пиано имеет узнаваемый звук, напоминающий колокольный, более сочный, чем у инструментов Wurlitzer, с большей длительностью звучания и с «рычанием» при экспрессивной игре. Инструмент «Electra-Piano» компании Хонер использовал похожую систему с металлическими язычками вместо игл. Его звук является средним между звуком Родес и Wurlitzer.

### Щипок язычка
В оригинальном Pianet компании Hohner использовались липкие площадки, изготовленные из невыделанной кожи, нанесённой на подложку из вспененной резины. Кожа пропитывалась вязким силиконовым маслом и за счёт этого прилипала к металлическому язычку. При нажатии клавиши площадка тянула язычок вверх, пока он не отрывался и начинал вибрировать. При отпускании клавиши площадка действовала как демпфер. Использовалась система электростатических звукоснимателей, как в инструментах Wurlitzer. Тембр инструмента напоминает звучание Wurlitzer, но более яркий и быстро затухающий, что связано, главным образом, с конструкцией, не имеющей педали сустейна. Инструмент «Cembalet» этой же фирмы использовал резиновые плектры и отдельные демпферы из вспененной резины, но в остальном практически идентичен Pianet. Более поздняя модель «Pianet T» использовала присоски из силиконовой резины вместо липких площадок, а электростатические звукосниматели были заменены электромагнитными, аналогичными звукоснимателям Родес. При этом использовались намагниченные язычки. Звук Pianet T был значительно сочнее, примерно такой же, как у инструментов Родес. Ни в одном из перечисленных инструментов не предусмотрена возможность использования педали сустейна.
Точной копией Cembalet является «Weltmeister Claviset» также продававшийся под маркой «Selmer Pianotron». Он имел электромагнитные звукосниматели и предусилитель, питающийся от батарейки. Более поздние модели имели набор фильтров и педаль сустейна.

### Другие электрические клавишные инструменты
Электрические клавесины и клавикорды — родственные электрическим фортепиано инструменты, хотя технически они фортепиано не являются.
Клавесин «Solid-Body Electric Harpsichord» или «Combo Harpsichord» фирмы Baldwin — инструмент с алюминиевой рамой довольно традиционной формы, без деки и с двумя наборами электромагнитных звукоснимателей, одним возле плектров и одним напротив середины струны. Звук инструмента в чём-то напоминает электрическую гитару и иногда использовался для её замены в современной камерной музыке. Изначально конструкция инструмента была создана стартап-компанией The Cannon Guild. Инструмент имел алюминиевую раму, деку из ели, магнитные звукосниматели с брусковыми магнитами и плексигласовую открывающуюся крышку. Прототипы и конструкция были проданы фирме Baldwin, которая внесла некоторые изменения и далее выпускала инструменты под своим именем.
«Clavinet» компании Хонер — фактически является электрическим клавикордом. Резиновая площадка под каждой клавишей прижимала струну к металлической наковальне, что заставляло свободную часть прижатой струны вибрировать. При отпускании клавиши вся струна, теоретически, может вибрировать, но она немедленно демпфируется намотанной на струну со стороны колков пряжей. Два электромагнитных однокатушечных звукоснимателя, расположенных над и под струнами, осуществляют съём звука, который предварительно усиливается и фильтруется перед подачей на вход гитарного усилителя.

## Техника и стили игры
Звучание большинства электрических фортепиано значительно отличается от акустических инструментов, также как звучание электрических гитар отличается от акустических, в связи с чем электрическое фортепиано не стало просто портативным фортепиано, к которому можно подключить усилитель, а приобрело собственную музыкальную идентичность. В частности, Родес-пиано дает возможность исполнять очень длительные «плавающие» аккорды, которые невозможно получить на акустическом инструменте, в то время как для Clavinet компании Хонер характерен узнаваемый набор перкуссионных риффов и ритмико-мелодических элементов, которые больше относятся к фанковому стилю игры на ритм-гитаре и слэповой игре на басу, чем к обычной игре на клавишном инструменте. Ранние модели Wurlitzer имели ламповые усилители, которые можно было перегружать, создавая характерный дисторшн. Поздние транзисторные модели, используя тот же механический подход к созданию звука, не могли воспроизвести «жирный» звук ламповых моделей, но обладали полезной функцией тремоло, придающей эмоциональности звуку.
- Примеры инструментов:
  - Родес-пиано
  - Хонер Cembalet, Clavinet, Pianet, Electra Piano
  - Wurlitzer EP-200A
  - Yamaha CP-70 Electric Grand Piano
  - Clavia Nord Electro

- Популярные произведения с использованием электрического фортепиано:
  - Фендер-Родес:
    - The Beatles: «Get Back», использовался как при записи, так и в знаменитом концерте на крыше, «Don’t Let Me Down», «One After 909» (исполнялось Билли Престоном)
    - The Doors: «L.A. Woman»
    - Чик Кориа: «Spain», «La Fiesta»
    - Херби Хэнкок: «Chameleon»
    - Билли Джоэл: «Just the Way You Are»
    - Стиви Уандер: «You Are the Sunshine of My Life», «Isn't She Lovely», «I Believe (When I Fall In Love It Will Be Forever)»
    - Pink Floyd: «Dogs (Pink Floyd song)», «Hey You»; «Sheep»
    - Элтон Джон: «Daniel»; «Sorry Seems To Be The Hardest Word»; «Little Jeannie»
    - Фил Коллинз: «In the Air Tonight»; «If Leaving Me Is Easy»
    - Peter Frampton: «Baby, I Love Your Way»
    - One Day as a Lion: «Wild International»

  - Хонер Cembalet:
    - Manfred Mann: «Do Wah Diddy Diddy»
    - Элвис Костелло: «Veronica»
    - The Stranglers: «Go Buddy Go»

  - Хонер Clavinet:Clavinet C, использовавшийся в песне Стиви Уандера Superstition.
    - The Band: «Up On Cripple Creek»
    - Стиви Уандер: «Superstition»
    - Led Zeppelin: «Custard Pie», «Trampled Under Foot»
    - Steely Dan: «Kid Charlemagne»
    - Pink Floyd: «Pigs (Three Different Ones)», «Shine On You Crazy Diamond (Parts 6-9)»
    - Gentle Giant: «Cogs in Cogs», «Experience», «So Sincere»
    - Van der Graaf Generator: «The Undercover Man», «Scorched Earth», «Arrow»

  - Хонер Electra-Piano:
    - Led Zeppelin: «Stairway To Heaven», «Misty Mountain Hop», «No Quarter», «Down By The Seaside» (только студийная запись, при живом выступлении эти песни исполнялись на Фендер-Родес)

  - Хонер Pianet:
    - The Association: «Never My Love»
    - The Beatles: «The Night Before», «I Am the Walrus», «Tell Me What You See», «You Like Me Too Much»
    - The Guess Who: «These Eyes»
    - The Zombies: «She’s Not There»
    - The Kingsmen: «Louie Louie»
    - The Lovin' Spoonful: «Summer in the City»
    - Soft Machine: «Slightly All The Time», «Out-Bloody-Rageous»
    - Van Der Graaf Generator: «Plague of lighthouse»
    - Genesis: Supper's Ready, The Musical Box, The Cinema Show (Pianet также обычно использовался как замена акустическому фортепиано во время живых выступлений, так как группа не возила с собой рояль во время тура)

  - Электрическое пианино Wurlitzer:Wurlitzer 200A использовавшийся группой Supertramp
    - Рэй Чарльз: «What'd I Say»
    - Кэннонболл Эддерли Quintet: «Mercy, Mercy, Mercy» (использовался только в первой студийной записи, во всех последующих живых исполнениях использовался Фендер-Родес.
    - The Buckinghams: «Hey, Baby (They're Playing Our Song)»
    - Steely Dan: «Do It Again»
    - Pink Floyd: «Time», «Money», «Have A Cigar», «Shine On You Crazy Diamond (Parts 6-9)»
    - Queen: «You're My Best Friend»
    - King Harvest: «Dancing in the Moonlight»
    - Supertramp: «Dreamer», «Lady (Supertramp song)», «Bloody Well Right», «The Logical Song»; «Goodbye Stranger»

  - Combo Harpsichord фирмы Baldwin:
    - The Association: «Along Comes Mary»
    - The Beatles: «Because»

  - Yamaha CP-70 Electric Grand Piano:
    - Genesis: «Duchess», «That's All»
    - Питер Гэбриэл: «Red Rain», «In Your Eyes»
    - Фил Коллинз: «A Groovy Kind of Love»

## Внешние ссылки
- Гаранян Г. Аранжировка для эстрадных инструментальных и вокально-инструментальных ансамблей. — 2-е изд. — М.: Музыка, 1986.
- Папченко Валерий. Маленький большой рояль CP70. Ж-л. Звукорежиссер, №8, 2005.
- Папченко Валерий. Wurlitzer EP200: вечно второй. Ж-л. Звукорежиссер, №10, 2005.
- Папченко Валерий. Армейское электропиано, покорившее джаз. Ж-л. Звукорежиссер, №5, 2005.
- Simons Hall of Electric Pianos
- Manufactures replacement parts for vintage keyboards.